# 1750-talet

## Händelser
- 1752 - Benjamin Franklin uppfinner åskledaren.
- 1756 - Sjuårskriget inleds.

## Födda
- 1754 - Anna Maria Lenngren, svensk poet.
- 1756 - Wolfgang Amadeus Mozart, österrikisk kompositör.

## Avlidna
- 1751 - Christopher Polhem, svensk uppfinnare.